# 貝爾方丹 (阿拉巴馬州)
貝爾方丹（英語：Belle Fontaine）是一個位於美國阿拉巴馬州莫比爾縣的非建制地區和人口普查指定地區。根據2010年美國人口普查，該地人口為608人，而該地的面積約為4.96平方千米。

## 地理
貝爾方丹的座標為30°29′37″N 88°06′13″W / 30.49361°N 88.10361°W，而該地最高點為海拔高度2米（即7英尺）。